# 紀元前832年
紀元前832年（きげんぜん832ねん）は、西暦による年。

## 他の紀年法
- 干支 : 己巳
- 中国
  - 周 - 共和10年
  - 魯 - 真公24年
  - 斉 - 武公19年
  - 晋 - 釐侯9年
  - 秦 - 秦仲13年
  - 楚 - 熊厳6年
  - 宋 - 釐公27年
  - 衛 - 釐侯23年
  - 陳 - 幽公23年
  - 蔡 - 夷侯6年
  - 曹 - 幽伯3年
  - 燕 - 恵侯33年
- 朝鮮
  - 檀紀1502年
- ユダヤ暦 : 2929年 - 2930年
- アッシリア暦 : 3919年
- 人類紀元 : 9169年